# 자하문로
자하문로(紫霞門路)는 서울특별시 종로구 적선동 8-1에서 홍지동 99-7를 잇는 3.2km의 도로이다. 한양도성의 4소문(四小門) 중 하나였던 창의문(자하문)이 도로 인근에 있어 붙은 이름이다. 전 이름은 '지하문길'이였으나, '지하문로'로 개칭했다.

## 역사
- 고려~조선 시대 : 개성･의주 방면으로 통하는, 자하문고개를 넘어가는 길. 현재의 자하문로 동쪽 차선 및 자하문로36길에 해당한다.[1]
- 1925년 : 도렴동~내자동~신교동 간 1,395m 백운동천 복개 착공. 도렴동~내자동 간 약 290m의 복개도로(현 새문안로3길) 개통.[2][3]
- 1926년~1929년 : 내자동~신교동 간 약 970m의 복개도로 건설. 당시에는 현재의 자하문로 서쪽 차선을 차지하던 2차선 미만의 도로였음.[4]
- 1978년 12월 27일 : 내자동~청운국민학교앞 1.6 km 4차선 확장 개통. 백운동천 복개도로와, 현재의 자하문로 동쪽 차선을 차지하던 2차선 미만의 도로 사이에 있던 집들을 철거하여 확장함.[4][5]
- 1984년 11월 7일 : 내자동~신교동~칠궁 간을 추사로(秋史路)로 명명
- 1986년 7월 18일 : 추사로를 자하문길로 개칭
- 1986년 8월 30일 : 자하문터널 개통. 이와 함께 부암동사무소~터널북쪽 470m 및 터널남쪽~경기상고앞 260m 개통, 세검정~부암동사무소 720m 및 경기상고앞~청운국민학교앞 350m 확장 개통.[6][7]
- 2010년 7월 2일 : 자하문길을 자하문로로 개칭. 종로구 도로명 주소 고시.

## 노선
- 연한 파란색(■): 서울특별시도 제23호선 구간

| 교차로 · 터널       | 접속 노선                                    | 소재지             | 소재지             | 비고               |
| 새문안로3길과 직결  | 새문안로3길과 직결                           | 새문안로3길과 직결 | 새문안로3길과 직결 | 새문안로3길과 직결 |
| ------------------- | -------------------------------------------- | ------------------ | ------------------ | ------------------ |
| 경복궁역            | 국도 제48호선 · 서울특별시도 제C1호선 사직로 | 종로구             | 사직동             |                    |
| 경복궁역            | 새문안로3길                                  | 종로구             | 사직동             |                    |
|                     | 자하문로9길                                  | 종로구             | 청운효자동         | 교차로 이름 없음   |
| 자하문로10길        |                                              | 종로구             | 청운효자동         | 교차로 이름 없음   |
|                     | 자하문로16길                                 | 종로구             | 청운효자동         | 교차로 이름 없음   |
| 자하문로17길        |                                              | 종로구             | 청운효자동         | 교차로 이름 없음   |
| 신교동              | 필운대로                                     | 종로구             | 청운효자동         |                    |
| 신교동              | 효자로                                       | 종로구             | 청운효자동         |                    |
| 청운초등학교앞      | 자하문로28길                                 | 종로구             | 청운효자동         |                    |
|                     | 자하문로36길                                 | 종로구             | 청운효자동         | 교차로 이름 없음   |
| 자하문터널 (인왕산) |                                              | 종로구             | 청운효자동         |                    |
| 부암동              |                                              | 종로구             |                    |                    |
|                     | 창의문로                                     | 종로구             | 교차로 이름 없음   |                    |
|                     | 백석동길                                     | 종로구             | 교차로 이름 없음   |                    |
|                     | 자하문로41길                                 | 종로구             | 교차로 이름 없음   |                    |
| 자하문로42길        |                                              | 종로구             | 교차로 이름 없음   |                    |
| 세검정              | 세검정로                                     | 종로구             |                    |                    |

## 부속도로
- ● : 전 구간 해당
- ▲ : 일부 구간 해당
- ✖ : 해당 없음

| 도로명         | 기점          | 종점          | 총연장 (m) | 차량 통행 가능 | 일방통행 | 소재지 | 소재지     |
| -------------- | ------------- | ------------- | ---------- | -------------- | -------- | ------ | ---------- |
| 자하문로1길    | 적선동 8-6    | 필운동 116-1  | 303        | ▲              | ✖        | 종로구 | 사직동     |
| 자하문로1가길  | 내자동 20-1   | 체부동 119-1  | 153        | ✖              | ✖        | 종로구 | 사직동     |
| 자하문로1나길  | 체부동 189-1  | 체부동 98-1   | 141        | ✖              | ✖        | 종로구 | 사직동     |
| 자하문로1다길  | 체부동 188-1  | 체부동 188-1  | 103        | ✖              | ✖        | 종로구 | 사직동     |
| 자하문로1라길  | 체부동 189-1  | 체부동 188-1  | 98         | ✖              | ✖        | 종로구 | 사직동     |
| 자하문로2길    | 적선동 8-6    | 세종로 2-4    | 155        | ●              | ●        | 종로구 | 사직동     |
| 자하문로4길    | 통의동 139    | 통의동 7-2    | 167        | ●              | ✖        | 종로구 | 사직동     |
| 자하문로5길    | 통의동 73-1   | 필운동 90-7   | 233        | ●              | ✖        | 종로구 | 사직동     |
| 자하문로5가길  | 체부동 119-1  | 누하동 220-3  | 229        | ✖              | ✖        | 종로구 | 사직동     |
| 자하문로6길    | 통의동 73-1   | 통의동 7-2    | 178        | ●              | ✖        | 종로구 | 사직동     |
| 자하문로7길    | 통의동 73-1   | 옥인동 97-1   | 425        | ●              | ✖        | 종로구 | 청운효자동 |
| 자하문로8길    | 통의동 73-1   | 통의동 13-2   | 160        | ▲              | ✖        | 종로구 | 사직동     |
| 자하문로9길    | 통의동 113    | 누하동 194-1  | 230        | ●              | ✖        | 종로구 | 청운효자동 |
| 자하문로10길   | 통의동 113    | 창성동 117-9  | 218        | ●              | ✖        | 종로구 | 청운효자동 |
| 자하문로11길   | 창성동 140-1  | 통인동 6-56   | 227        | ✖              | ✖        | 종로구 | 청운효자동 |
| 자하문로12길   | 창성동 140-1  | 창성동 96-1   | 182        | ▲              | ✖        | 종로구 | 청운효자동 |
| 자하문로13길   | 창성동 140-1  | 통인동 89-16  | 129        | ▲              | ✖        | 종로구 | 청운효자동 |
| 자하문로14길   | 창성동 140-1  | 창성동 96-1   | 122        | ●              | ✖        | 종로구 | 청운효자동 |
| 자하문로15길   | 창성동 140-1  | 통인동 44-3   | 147        | ✖              | ✖        | 종로구 | 청운효자동 |
| 자하문로16길   | 창성동 91-1   | 세종로 1-39   | 252        | ●              | ✖        | 종로구 | 청운효자동 |
| 자하문로17길   | 창성동 91-1   | 옥인동 24-2   | 213        | ●              | ✖        | 종로구 | 청운효자동 |
| 자하문로19길   | 효자동 8      | 통인동 31-33  | 234        | ▲              | ✖        | 종로구 | 청운효자동 |
| 자하문로21길   | 효자동 8      | 신교동 17-25  | 164        | ●              | ✖        | 종로구 | 청운효자동 |
| 자하문로23길   | 효자동 8      | 신교동 10-10  | 257        | ●              | ✖        | 종로구 | 청운효자동 |
| 자하문로24길   | 효자동 8      | 창성동 91-3   | 308        | ▲              | ✖        | 종로구 | 청운효자동 |
| 자하문로26길   | 청운동 143-2  | 궁정동 98-10  | 218        | ●              | ✖        | 종로구 | 청운효자동 |
| 자하문로28길   | 청운동 110    | 청운동 89-10  | 315        | ●              | ✖        | 종로구 | 청운효자동 |
| 자하문로28가길 | 궁정동 6      | 청운동 89-128 | 148        | ▲              | ✖        | 종로구 | 청운효자동 |
| 자하문로30길   | 청운동 123-1  | 궁정동 6      | 145        | ✖              | ✖        | 종로구 | 청운효자동 |
| 자하문로33길   | 청운동 110    | 신교동 2-31   | 540        | ▲              | ✖        | 종로구 | 청운효자동 |
| 자하문로33가길 | 청운동 60-1   | 청운동 53-30  | 203        | ▲              | ✖        | 종로구 | 청운효자동 |
| 자하문로33나길 | 청운동 52-86  | 청운동 4-15   | 222        | ▲              | ✖        | 종로구 | 청운효자동 |
| 자하문로33다길 | 청운동 57-5   | 청운동 52-102 | 251        | ▲              | ✖        | 종로구 | 청운효자동 |
| 자하문로35길   | 청운동 36-9   | 청운동 1-1    | 804        | ●              | ✖        | 종로구 | 청운효자동 |
| 자하문로36길   | 청운동 36-9   | 청운동 4-25   | 424        | ●              | ✖        | 종로구 | 청운효자동 |
| 자하문로37길   | 부암동 216-1  | 부암동 396    | 335        | ▲              | ✖        | 종로구 | 부암동     |
| 자하문로38길   | 부암동 202-2  | 부암동 210-4  | 252        | ●              | ✖        | 종로구 | 부암동     |
| 자하문로40길   | 부암동 206-2  | 부암동 244-23 | 422        | ●              | ✖        | 종로구 | 부암동     |
| 자하문로40가길 | 부암동 208-4  | 부암동 210-42 | 218        | ●              | ✖        | 종로구 | 부암동     |
| 자하문로41길   | 부암동 134-2  | 홍지동 129-1  | 379        | ▲              | ✖        | 종로구 | 부암동     |
| 자하문로42길   | 부암동 134-2  | 신영동 142-1  | 322        | ▲              | ✖        | 종로구 | 부암동     |
| 자하문로43길   | 부암동 384-11 | 홍지동 129-11 | 232        | ▲              | ✖        | 종로구 | 부암동     |
| 자하문로45길   | 홍지동 99-7   | 홍지동 130-1  | 116        | ▲              | ✖        | 종로구 | 부암동     |